# روزي المبرشمة
روزي ريفيتر (بالإنجليزية: Rosie the Riveter) رمز ثقافي للولايات المتحدة، وتمثل النساء الأميركيات اللاتي يعملن في المصانع وأحواض بناء السفن خلال الحرب العالمية الثانية، وكثير منهن كنً ينتجن الذخائر والإمدادات الحربية.
هؤلاء النساء يحلن أحيانا بوظائف جديدة تماماً ليحلن محل العمال الذكور الذين توجهوا للجيش.
أستخدمت روزي ريفيتر عادة باعتبارها رمزا للنسوية والقوة الاقتصادية النسائية.
ظهرت صور مماثلة من عاملات الحرب النساء في بلدان أخرى مثل بريطانيا وأستراليا.
وكانت صور النساء العاملات على نطاق واسع في وسائل الإعلام عن طريق الملصقات الحكومية، والإعلانات التجارية المستخدمة بكثافة من قبل الحكومة لتشجيع النساء على التطوع للخدمة في المصانع في زمن الحرب.

## التاريخ

### النساء في القوة العاملة في زمن الحرب

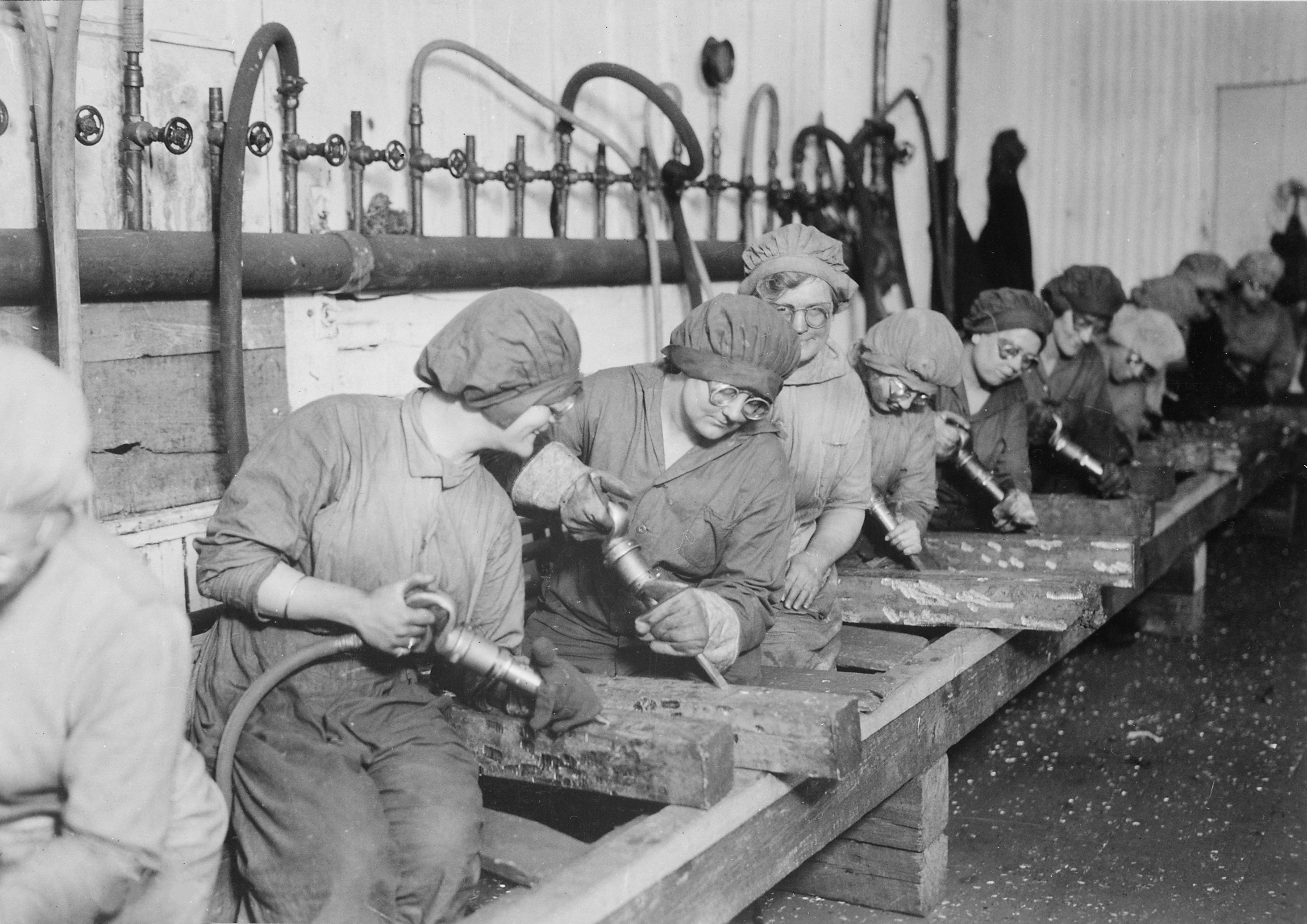
عاملات في محلات الذخائر من شركة الذخائر ميدفال ستيل في نايس تاون، ولاية بنسلفانيا خلال الحرب العالمية الأولى

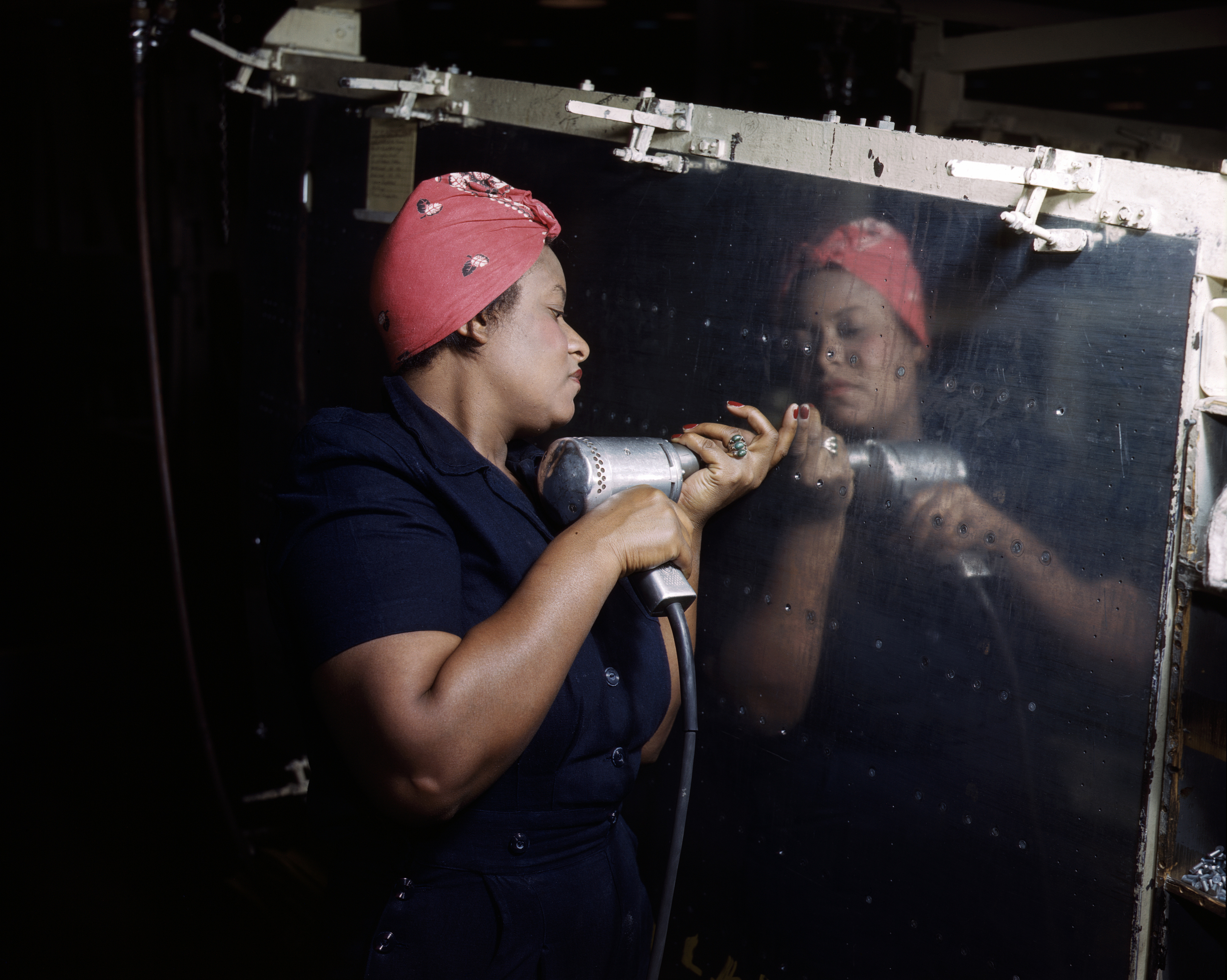
"روزي" تعمل على قاذفة القنابل A-31 Vengeance في ناشفيل، تينيسي (1943)

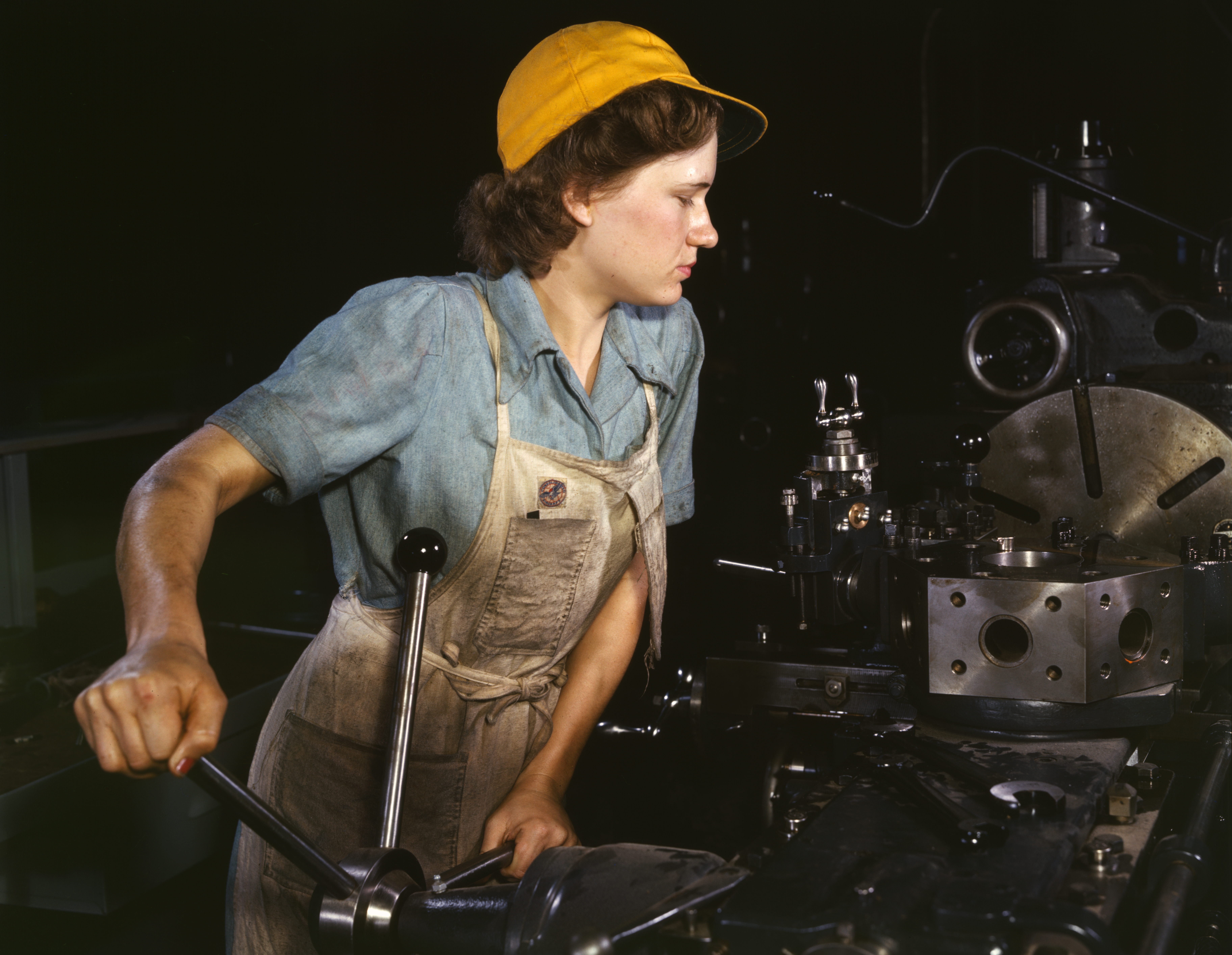
امرأة تعمل على مخرطة (1942)

بسبب الحربين العالميتين ألزمت الحروب الشاملة على الحكومات بالأستفادة من سكانها بالكامل لغرض هزيمة أعدائهم، وشُجعت الملايين من النساء للعمل في الصناعة ولتولي وظائف كانت سابقا للرجال.
خلال الحرب العالمية الأولى كانت النساء في جميع أنحاء الولايات المتحدة يشغلنً وظائف كانت سابقا للرجال. كانت الحرب العالمية الثانية على غرار الحرب العالمية الأولى في ذلك فتجنيد أعداد كبيرة من الرجال أدى إلى نقص في القوى العاملة المتاحة وبالتالي كان الطلب على العمالة التي لا يمكن إلا أن تملأ بشكل كامل من خلال توظيف النساء.
عقدت نحو 19 مليون امرأة وظيفة خلال الحرب العالمية الثانية. العديد من هؤلاء النساء قد بدأن العمل بالفعل. دخلت ثلاثة ملايين فقط من العاملات الجدد القوى العاملة خلال فترة الحرب.
وعلى الرغم من أن معظم النساء حصلن على أدوار كان يسيطر عليها الذكور خلال الحرب العالمية الثانية، كان من المتوقع أن يعدنً إلى العمل المنزلي لحياتهم اليومية عندما يرجع الرجال من الحرب. وأستهدفت الحملات الحكومية النساء من ربات البيوت، من المحتمل لأن النساء العاملات سينتقلنً بالفعل إلى وظائف «أساسية» أعلى أجرا من تلقاء أنفسهنً. ربما لأنه كان من المفترض أن معظمهنً سيكن ربات البيوت.
وتساءل أحد إعلانات الحكومية النساء: «هل يمكنك استخدام خلاط كهربائي إذا كان الأمر كذلك، يمكنك أن تتعلمي تشغيل المثقاب؟.»:160
تم توجيه الدعاية أيضا لأزواجهن، وكثير منهم كانوا غير راغبين في دعم مثل هذه الوظائف. أختارت معظم النساء للقيام بذلك.
في عام 1944، عندما بدا انتصار الولايات المتحدة مؤكداً، تغيرت الدعاية التي ترعاها الحكومة عن طريق حث النساء على العودة إلى العمل في المنزل.
وفي وقت لاحق، عادت الكثير من النساء إلى الأعمال التقليدية مثل الكتابية أو الوظائف الإدارية، رغم ترددهن في العودة ألى وظائف ذات أجور أقل. ومع ذلك، واصلت بعض من هؤلاء النساء العاملات في المصانع.
النسبة المئوية العامة للمرأة العاملة انخفضت من 36٪ إلى 28٪ في عام 1947.

### الأغنية
وقد استخدم مصطلح «روزي ريفيتر» لأول مرة في عام 1942 في أغنية تحمل نفس الاسم كتبها ريد إيفانز وجون جاكوب لوب.
وتم تسجيل الأغنية من قبل العديد من الفنانين، بما في ذلك قائد فرقة بيغ باند كاي كيسر، وحققت نجاحا وطنيا كبيرا.
تصور الأغنية «روزي» كعاملة خط تجميع دؤوبة، التي حصلت على «إنتاج E» تقوم بدورها بالمساعدة في المجهود الحربي الأمريكي.
ويقال إن الأسم ليكون لقب لروزي بونافيتا التي كانت تعمل لكونفير في سان دييغو، كاليفورنيا. فكرة روزي تشبه فيرونيكا فوستر، وهي شخص حقيقي والتي كانت في عام 1941 ملصق فتاة كندا للنساء في المجهود الحربي في «روني، وبرين فتاة البندقية.»
وكانت الشخصية التي كانت مصدر إلهام لأغنية روزاليند ب. والتر، الذي «جائت من المال القديم، وعملت في النوبة الليلية لبناء مقاتلة فوغت إف 4 يو كورسير».
في وقت لاحق من الحياة كانت روز فاعلة خير، عضو مجلس إدارة محطة التلفزيون العام WNIT في نيويورك وفي وقت مبكر ولوقت طويل مؤيد لعرض مقابلة تشارلي روز.
روزي ريفيتر أصبحت مرتبطة بشكل وثيق مع امرأة حقيقية أخرى، روز ويل مونرو، التي ولدت في مقاطعة بولاسكي، كنتاكي
في عام 1920 انتقلت إلى ميتشيغان خلال الحرب العالمية الثانية. عملت روزي في مصنع تشغيل طائرات الصفصاف في إبسيلانتي، ميشيغان، ببناء قاذفات قنابل B-24 للقوات الجوية الامريكية. سُئلت مونرو لتكون نجمة في فيلم ترويجي عن المجهود الحربي في المنزل.
وكانت أغنية «روزي ريفيتر» شعبية في ذلك الوقت، وكانت مونرو تناسب أفضل وصف لعاملة صورت في أغنية. «روزي» ذهبت إلى أن تصبح ربما الرمز الأكثر شهرة على نطاق واسع في تلك الحقبة، وظهرت الأفلام والملصقات التي أستخدمت لتشجيع النساء على الذهاب إلى العمل لدعم المجهود الحربي.
في سن ال 50، أدركت مونرو حلمها بالتحليق عندما حصلت على رخصة الطيار. وفي عام 1978، تحطمت طائراها المروحية الصغيرة عندما فشل المحرك أثناء اقلاعها.
وأسفر الحادث عن خسارة كلية واحدة والبصر في عينها اليسرى، وانتهت حياتها المهنية كطيارة وتوفيت من الفشل الكلوي في 31 مايو 1997، في كلاركسفيل، إنديانا حيث كانت مقيمة، في سن الـ 77.
أنتج فيلم الدراما، روزي ريفيتر، أنتج في عام 1944، مقتبس من موضوع روزي.

## النتائج المترتبة وبعد الحرب
ووفقا لموسوعة التاريخ الاقتصادي الأمريكي، فأن «روزي ريفيتر» ألهمت الحركة الاجتماعية إلى زيادة عدد النساء الأمريكيات العاملات من 12 مليون إلى 20 مليون في عام 1944، أي بزيادة قدرها 57٪ عن عام 1940.
وبحلول عام 1944 1.7 مليون فقط من الرجال غير المتزوجين الذين تتراوح أعمارهم بين 20 و34 سنة عملوا في الصناعات الدفاعية، في حين 4.1 مليون من النساء غير المتزوجات بين تلك الأعمار عملن في الصناعات الدفاعية.
على الرغم من أن صورة «روزي المبرشم» كانت تعكس العمل الصناعي على اللحام والبرشام خلال الحرب العالمية الثانية، والغالبية العظمى من النساء العاملات شغلن مناصب غير صناعية في كل قطاع من قطاعات الاقتصاد. من تجارب هؤلاء النساء الموحدة هو أنهن أثبتن لأنفسهن (وللبلاد) بأنهن قادرات بالقيام بـ«عمل الرجل»، وبأمكانهن أن يفعلن ذلك بشكل جيد.
في عام 1942، فقط بين شهري يناير ويوليو، كانت تقديرات نسبة فرص العمل التي من شأنها أن تكون «مقبولة» للنساء من قبل أرباب العمل أرتفعت من 29 ألى 85٪. وكانت النساء الأميركيات من أصول أفريقية بعض من تلك النساء الأكثر تضرراً بسبب الحاجة للنساء العاملات.
وقد قيل أن ذلك كان عملية أدخال البيض بالعمل جنبا إلى جنب السود خلال الوقت الذي شجع على تحطيم الحواجز الاجتماعية والاعتراف بالتنوع. كانت الأمريكيات من أصل أفريقي قادرات على وضع الأساس للثورة ما بعد الحرب للمطالبة بالحقوق المدنية عن طريق المساواة والفصل مع عنصرية ايديولوجيه النازية للبيض.
استجاب النساء بسرعة لروزي ريفيتر، التي أقنعتهن بأن لديهن واجب وطني لدخول للقوى العاملة. يدعي البعض بأنها فتحت قوة العمل للنساء للأبد، ولكن البعض الآخر يشكك في هذه النقطة، مشيرا إلى أن العديد من النساء أستبدلن بعد الحرب، وأعطيت وظائفهم للجنود العائدين.
يُدعي هؤلاء النقاد أنه عندما عاد السلام، عادت بعض النساء إلى مواقعهن في زمن الحرب، بدلاً من استئناف المهن المحلية أو نقلها إلى المهن التي يحددها الجنس مثل الأعمال المكتبية والخدمات.
بالنسبة للبعض، الحرب العالمية الثانية تمثل نقطة تحول رئيسية بالنسبة للمرأة لأنها دعمت بفارغ الصبر المجهود الحربي، في حين يؤكد المؤرخين الآخرين أن التغييرات كانت مؤقتة وأنه فور أنتهاء الحرب، كان من المتوقع أن تعود إلى الأدوار التقليدية للنساء والأمهات، وأخيرا، أكدت مجموعة ثالثة كيف وفرت أهمية بعيدة المدى من التغييرات التي أحدثتها الحرب في أساس حركة المرأة المعاصرة.
ليلى ج روب في دراستها للحرب العالمية الثانية كتبت «للمرة الأولى، هيمنت المرأة العاملة بصورة عامة. وكانت نساء التثبيت من ربات البيوت في بناطيل، ليسن أمهات، شخصيات محلية.»
بعد الحرب، الـ«روزيات» والأجيال التي تلتهم عرفنَّ أن العمل في المصانع كان في الواقع ممكن بالنسبة للنساء، على الرغم من أنها لم تعد تدخل إلى سوق العمل في مثل هذه النسب الكبيرة مرة أخرى حتى السبعينيات.
وبحلول ذلك الوقت عاملات المصنع كن في انخفاض في جميع أنحاء البلاد.

## الولاء
وفقا لروزي ريفيتر لبيني كولمان، كان هناك أيضا، لفترة وجيزة جدا، «ويندي اللحامة» على أساس جانيت دويل، وهي عاملة في أحواض سفن كايزر ريتشموند ليبرتي في ولاية كاليفورنيا.
في الستينيات، أكتسبت الممثلة الـهوليوودية جين ويذرز الشهرة بدورها «جوزفين السباكة»، شخصية في سلسلة طويلة وشعبية من الاعلانات التلفزيونية التي استمرت حتى في السبعينيات. واستندت هذه الحرف على الطابع الأصلي لـ«روزي».
واحدة من سفن كرنفال كروز لاين، وكرنفال فالور، يوجد مطعم يقع على مصطبة ليدو اسمه مطعم روزي. المطعم هو تكريم لروزي، ويحتوي أيضا على الأعمال الفنية التي تصور الصناعات التحويلية الأخرى المتعلقة بالحرب والعمل.
طرح كتاب مصور في 2013 روزي ريفيتر، المهندسة لأندريا بيتي، وتتميز روزي بـ«العظيمة العظيمة العمة روز» التي «عملت في بناء الطائرات منذ وقت طويل».تلهم روزي ريفيتر  النموذج الشاب من الكتاب، لمواصلة سعيها إلى ان تكون مهندسة كبيرة على الرغم من فشلها في وقت مبكر. وتبين روز شاهرة عصا مصنوعة من برشام ألومنيوم الطائرات.
قدمت المغنية بيونسيه نولز تحية لروزي في يوليو 2014، ولبست ملابس الأيقونة تحتوي من الأمام «يمكننا ان نفعل ذلك!». حصلت على 1.15 مليون معجب، ولكن أثار جدلاً طفيفاً عندما انتقدتها صحيفة الجارديان.
وتشمل المراجع الثقافية الأخرى الحديثة شخصية تسمى «روزي» في لعبة فيديو بيوشوك، مسلحة بمسدس برشام.
وهناك شخصية لدي سي كوميكس تسمى روزي ريفيتر، والتي تمتلك بندقية برشام كسلاح (وأول ظهور لها في مجلد الفانوس الأخضر 2 رقم 176 (مايو 1984).
وفي لعبة فيديو فول أوت 3 هناك لوحات تضم «روزي» تجمع سلاح نووي في حين تشرب نوكا-كولا Nuka-Cola.

## الأعتراف
حياة وأوقات روزي ريفيتر التي كتبها كوني فيلد وثائقي من 65 دقيقة من عام 1980 يحكي قصة دخول المرأة في «عمل الرجال» خلال الحرب العالمية الثانية.
روزيات الشمال هو فلم وثائقي صدر عام 1999 من قبل المجلس الوطني للفيلم في كندا يحكي عن «روزيات» كندا، اللاتي بنين طائرة مقاتلة وقاذفة قنابل، حيث كانت آلسيا ماكجيل أيضا رئيسة مهندسي الطيران.
رواية جون كراولي التاريخية الحريات الأربع 2009 تغطي الصناعات الحربية، ودراسات ظروف العمل الحقيقية لكثير من العاملات الصناعييات الإناث. كثيرا ما يشار إلى «روزي المبرشم في الكتاب».
في 14 تشرين الأول 2000، تم فتح الحديقة الوطنية التاريخية لروزي ريفيتر / الحرب العالمية الثانية الجبهة الداخلية في ريتشموند، كاليفورنيا، موقع من أربعة أحواض بناء السفن كايزر، حيث عملت الآلاف من الـ«روزيات» من جميع أنحاء البلاد (على الرغم من أن السفن في ساحات كايزر لم تنصب، ولكنها لحمت بدل ذلك).[34] أكثر من 200 روزي سابقة حضرت الحفل.[35][36][2]
أيضا في عام 2014 تأسس برنامج وطني، يدار من قبل المنظمة ثانكس! سهل وبسيط، لتشجيع المدن على اختيار المشروع الذي يمكن القيام به لـ«روزي» مع الأجيال الشابة، من أجل توعية الشباب حول دور المرأة في الحرب العالمية الثانية، وإشراك «الروزيات» في المشاريع المجتمعية، فالكثير منهن أصبحن معزولات لأنهن قد كبرن في السن.
اسم وشعار نيويورك ريفيتر، واحدة من الأعضاء المؤسسين لدوري الهوكي الوطني للمرأة، مستوحاة من شخصية روزي ريفيتر

## الصور

### ملصقات ويستنجهاوس

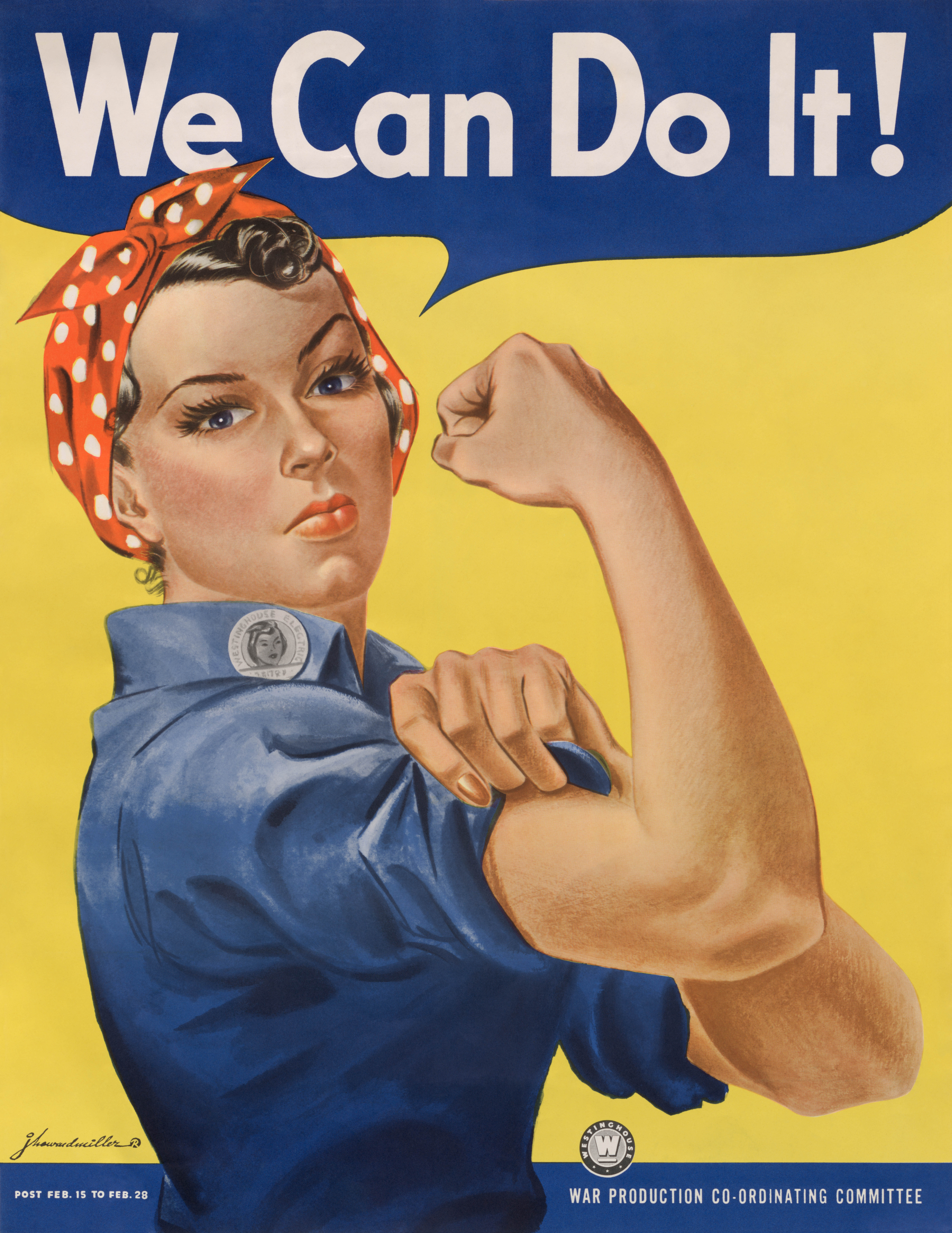
"نستطيع فعلها!" بواسطة ج. هوارد ميلر صورة ملهمة لرفع معنويات العاملات

في عام 1942، تم توظيف فنان بيتسبرغ ج. هوارد ميلر من قبل لجنة تنسيق الإنتاج الحربي لشركة وستنجهاوس لإنشاء سلسلة من الملصقات للمجهود الحربي.
أصبحت واحدة من هذه الملصقات شهيرة وهي صورة «نستطيع فعلها!» التي من شأنها في السنوات اللاحقة أن يطلق عليها «روزي ريفيتر» على الرغم من أنه لم يكن يعطى هذا اللقب خلال الحرب.
أتخذ ميلر أن يستند في عمله على ملصق «نستطيع فعلها!» على صورة عاملة وكالة الأنباء يونايتد برس انترناشونال في إبسيلانتي، ميشيغان، جيرالدين هوف (في وقت لاحق دويل)، التي كانت في الـ 17 من عمرها وعملت لفترة قصيرة في مشغل آلة ختم المعدن.
وكان الغرض من الملصق هو الحفاظ على نسبة الإنتاج برفع الروح المعنوية، وليس لتجنيد المزيد من النساء العاملات. وقد كانت فقط لموظفات وستنجهاوس في الغرب الأوسط خلال فترة لمدة أسبوعين من فبراير 1943، ثم اختفى الملصق منذ نحو أربعة عقود.
خلال الحرب، أسم «روزي» لم يكن يرتبط مع الصورة، وأنه لم يكن حول تمكين المرأة. لكنه في وقت لاحق أصبح كذلك، في وقت مبكر من الثمانينيات، تم اكتشاف ملصق ميلر وأصبح مشهورا، وأرتبط مع الحركات النسائية، وغالبا ما كان يسمى عن طريق الخطأ «روزي والمبرشم.»

### جريدة ساتورداي إيفينينج
صورة لنورمان روكويل من «روزي ريفيتر» تلقت توزيع هائل على غلاف جريدة ساتورداي إيفينينج في يوم الذكرى، 29 مايو، 1943. يوضيح روكويل بتميز امرأة مفتولة العضلات تأخذ استراحة الغداء بمسدس برشام على حجرها وتحت نعلها نسخة من بيان هتلر كفاحي.
كتب على علبة غذائها «روزي»، المشاهدين يستطيعوا التعرف بسرعة على «روزي ريفيتر» من الأغنية المألوفة.
روكويل، مصور شعبي مشهور في أمريكا اليوم، استند بتشكيل 'روزي' خاصته على صورة النبي إشعياء من عمل مايكل أنجلو 1509 في سقف كنيسة سيستين.
تمسك روزي شطيرة لحم الخنزير في يدها اليسرى، وترتدي وزرة زرقاء مع شارات وأزرار: زر للتبرع بالدم للصليب الأحمر، والزر الأبيض «V للنصر»، ودبوس أمهات النجم الأزرق، وهي جائزة لخدمة الإنتاج في الجيش لسلاح البحرية E، وجائزتان برونزيتان للخدمة المدنية، وشارة هويتها الشخصية.
كان نموذج روكويل هي ماري دويل البالغ من العمر 19 عاما مقيمة في فيرمونت، والتي كانت مشغلة هاتف قرب مكان عيشه، وليست مبرشمة.
رسم روكويل «روزي» كامرأة أكبر من نموذجها، وأتصل هاتفيا في وقت لاحق ليعتذر منها. صورة غلاف الجريدة أثبتت شعبية كبيرة، وأقرضتها المجلة إلى وزارة الخزانة الأمريكية طول مدة الحرب، للاستخدامها في محركات سندات الحرب.
بعد الحرب «روزي» روكويل كانت تُشاهد بنسبة أقل وأقل بسبب سياسة عامة لحماية حق المؤلف القوية من قبل روكويل.
في عام 2002، بيعت اللوحة الاصلية في دار سوذبي للمزادات بما يقارب من 5 ملايين $.
في يونيو 2009 أكتسب متحف كريستال بريدج للفن الأميركي في بنتونفيل، أركنساس لوحة روزي ريفيتر لنورمان روكويل لمجموعته الدائمة من أحد هواة الجمع الخاص.
في أواخر عام 1942، صورت ماري دويل مرتين للمصور روكويل، جين بيلهام، كان روكويل يفضل العمل بالصور الثابتة بدلاً من النماذج الحية. وكانت الصورة الأولى ليست مناسبة لأنها كانت ترتدي بلوزة بدلا من قميص العمل الأزرق. في المجمل، تم دفع لها 10$ لعمل النماذج لها (أي ما يعادل 137 $ في عام 2016). في عام 1949 تزوجت ماري بروبرت بـ ج. كيفي لتصبح ماري دويل كيفي.
دعي آل كيفي للحضور في عام 2002 عندما بيعت لوحة روكويل في دار سوذبي للمزادات.
قالت ماري كيفي في مقابلة في عام 2014 بأنها ليس لديها أي فكرة عما سيكون تأثير هذه اللوحة. «لم أكن أتوقع أي شيء من هذا القبيل، ولكن مع مرور السنوات، أدركت أن هذه اللوحة كانت مشهورة».
توفيت ماري كيفي في 21 نيسان 2015، في ولاية كونيتيكت بسن الـ 92.

## وصلات خارجية
- Library of Congress Webcast
- Rosie the Riveter World War II / Home Front National Historical Park
- Rosie the Riveter at History Channel's website.
- Regional Oral History Office / Rosie the Riveter / WWII American Homefront Project
- Thanks Plain and Simple, an online group of "Rosies"
- American Rosie the Riveter Association
- A Real-Life "Rosie the Riveter"
- Another Real-Life "Rosie" from the Library of Congress' image set
- The Life and Times of Rosie the Riveter movie نسخة محفوظة 17 مارس 2021 على موقع واي باك مشين.
- Oral history interview with Audrey Lyons, a "real life" Rosie, who worked in the Brooklyn shipyard during WWII from the Veterans History Project at Central Connecticut State University
- Oral history interview with Mary Doyle Keefe, who modeled for Norman Rockwell's "Rosie the Riveter" painting from the Veterans History Project at Central Connecticut State University